# Jorge Ibargüengoitia
Jorge Ibargüengoitia Antillón (Guanajuato, 22 de gener del 1928 - Mejorada del Campo, 27 de novembre del 1983) fou un escriptor mexicà. Va estudiar a Nova York amb una beca de la Fundació Rockefeller i va ser professor a la UNAM i la UDLAP. Va morir en l'accident del vol 011 d'Avianca.

## Obres
Teatre
- Susana y los jóvenes (1954)
- La lucha con el ángel (1955)
- Clotilde en su casa, como Un adulterio exquisito (1955)
- Ante varias esfinges (1959)
- El viaje superficial (1960)
- El atentado – Premio Casa de las Américas, 1963
- La conspiración vendida (1975)
- Los buenos manejos (1980)

Novel·les
- Los relámpagos de agosto (1965)
- Maten al león (1969)
- Estas ruinas que ves (1975)
- Las muertas (1977)
- Dos crímenes (1979)
- Los conspiradores (1981)